# Polina Bogusiewicz
Polina Siergiejewna Bogusiewicz (ur. 4 lipca 2003 w Moskwie) – rosyjska piosenkarka. Zwyciężczyni 15. Konkursu Piosenki Eurowizji Junior (2017).

## Życiorys
Urodziła się w rodzinie o rosyjsko-koreańskich korzeniach. Jest córką Julii i Siergieja Bogusiewiczów. Zapisała się do Akademii Muzyki Popularnej.
W 2012 wzięła udział w międzynarodowym festiwalu artystycznym w Macedonii. Uczestniczyła też w programach telewizyjnych Okno w Pariż i Szkoła muzyki. W 2014 uczestniczyła w pierwszym sezonie programu Gołos dieti, po tzw. przesłuchaniach w ciemno dołączyła do drużyny Dimy Biłana, ostatecznie odpadła na etapie tzw. bitew. Po udziale w programie wzięła udział w młodzieżowej wersji festiwalu „Nowa Fala”, zajmując drugie miejsce.
26 listopada 2017, reprezentując Rosję z utworem „Krylja”, zwyciężyła w finale 15. Konkursu Piosenki Eurowizji Junior po zdobyciu 188 punktów, w tym 66 pkt od widzów (6. miejsce) i 122 pkt od jury (2. miejsce).

## Dyskografia

### Single
| Rok  | Tytuł               | Album |
| ---- | ------------------- | ----- |
| 2017 | „Krylja”            | –     |
| 2018 | „Heavy On My Heart” | –     |
| 2018 | „Ya ne odin”        | –     |